# Nomada coloradensis
Nomada coloradensis är en biart som beskrevs av Cockerell 1903. Nomada coloradensis ingår i släktet gökbin, och familjen långtungebin. Inga underarter finns listade i Catalogue of Life.